# Sophie Merigot
 (juin 2018).
Si vous disposez d'ouvrages ou d'articles de référence ou si vous connaissez des sites web de qualité traitant du thème abordé ici, merci de compléter l'article en donnant les références utiles à sa vérifiabilité et en les liant à la section « Notes et références ».
Sophie  Merigot, née le 5 novembre 1966 à Yverdon-les-Bains (Canton de Vaud en Suisse), est une patineuse française de danse sur glace. Elle a été championne de France élite de la discipline en 1985 avec son partenaire Philippe Berthe.

## Biographie

### Carrière sportive
Sophie Merigot pratique la danse sur glace avec son partenaire Philippe Berthe au sein de l’Association Phocéenne des Sports de Glace (APSG) à la patinoire privée du Rouet à Marseille. Le couple devient champion de France 1985 de la discipline, l'année précédant l'arrivée en France d'Isabelle et Paul Duchesnay.
Sur le plan international, ils participent à trois championnats du monde junior où leur meilleur classement est une 4e place en 1982 à Oberstdorf, et aux championnats d'Europe de janvier 1984 à Budapest où ils prennent la 19e place. Ils sont qualifiés pour les championnats du monde de mars 1985 mais une maladie de Sophie Merigot les empêche d'y participer. Leur couple de danse se sépare. Ils ne patinent donc ni aux championnats du monde senior ni aux Jeux olympiques d'hiver.

## Palmarès
| Compétition                   | 1980    | 1981    | 1982    | 1983    | 1984    | 1985    |  |  |  |  |  |  |  |  |
| Jeux olympiques d'hiver       |         |         |         |         |         |         |  |  |  |  |  |  |  |  |
| Championnats du monde         |         |         |         |         |         | F       |  |  |  |  |  |  |  |  |
| Championnats d’Europe         |         |         |         |         | 19e     |         |  |  |  |  |  |  |  |  |
| Championnats de France        |         |         |         |         | 2e      | 1re     |  |  |  |  |  |  |  |  |
| Championnats du monde juniors | 16e     | 9e      | 4e      |         |         |         |  |  |  |  |  |  |  |  |
|                               |         |         |         |         |         |         |  |  |  |  |  |  |  |  |
| Autres compétitions           | 1979/80 | 1980/81 | 1981/82 | 1982/83 | 1983/84 | 1984/85 |  |  |  |  |  |  |  |  |
| Moscou Skate                  |         |         |         |         |         | 10e     |  |  |  |  |  |  |  |  |
| Légende : F = Forfait         |         |         |         |         |         |         |  |  |  |  |  |  |  |  |